# Attoides
Attoides Brongniart, 1877 è un genere di ragni fossili appartenente alla famiglia Salticidae.

## Caratteristiche
Gli esemplari finora raccolti risalgono tutti all'Oligocene.

## Distribuzione
L'unica specie oggi nota di questo genere è stata rinvenuta in Francia, nei pressi di Aix-en-Provence.

## Tassonomia
A giugno 2011, questo genere fossile comprende 1 specie:
- Attoides eresiformis Brongniart, 1877[2] - Francia